# Bruno Lentzsch
Bruno Lentzsch (* 14. November 1903 in Torgelow; † 14. November 1972 in Berlin) war ein deutscher Politiker (SED). Er war von 1949 bis 1952 brandenburgischer Innenminister.

## Leben
Lentzsch, Sohn eines Schlossers, erlernte nach dem Besuch der Volksschule ebenfalls den Beruf des Schlossers. Anschließend arbeitete er im Beruf und als Holzfäller.
1919 schloss er sich der SPD an, 1920 wurde er Mitglied des Deutschen Metallarbeiter-Verbandes, 1921 des Kommunistischen Jugendverbandes Deutschlands und 1923 der Kommunistischen Partei Deutschlands (KPD). 
Nach der „Machtergreifung“ der Nationalsozialisten 1933 betätigte sich Lentzsch im Widerstand. 1935 wurde er verhaftet und war 1935/1936 in Haft. 
1945 leitete er das Ernährungsamt in Oranienburg und war Vorsitzender der dortigen Kreis-Konsumgenossenschaft. Von 1945 bis 1948 wirkte er als Landrat im Kreis Luckau. 1946 wurde er Mitglied der Sozialistischen Einheitspartei Deutschlands (SED). Von August 1948 bis Februar 1950 war er Vorsitzender der Landeskontrollkommission in Brandenburg. Von September 1949 bis Juli 1952 war er – als Nachfolger von Bernhard Bechler – Innenminister in der Landesregierung von Brandenburg, 1949/1950 in seiner Funktion als Innenminister auch Vorsitzender der Landesbodenkommission, zumeist wurde er jedoch durch Robert Neddermeyer vertreten. Von 1949 bis 1952 war er Mitglied des SED-Landesvorstandes bzw. der Landesleitung sowie seines bzw. ihres Sekretariats. Von 1949 bis 1950 gehörte Lentzsch auch dem Landtag von Brandenburg an. Im Mai 1952 zunächst vom Politbüro des ZK der SED für eine Position im Ministerium für Außenhandel der DDR in Aussicht genommen, fungierte Lentzsch von 1952 bis 1954 als Erster Sekretär der SED-Kreisleitung Brandenburg-Stadt. Ab 1954 wirkte er als Leiter der Hauptabteilung Örtliche Räte beim Ministerpräsidenten der DDR Otto Grotewohl. Danach war er Angehöriger des Innenministeriums und stellvertretender Staatssekretär im Range eines Oberstleutnants der Volkspolizei.
Er lebte zuletzt in Berlin und starb unerwartet mit Vollendung seines 69. Lebensjahres.

## Auszeichnungen
- Vaterländischer Verdienstorden in Bronze (1960)